# Xi'an
Xi'an (en chino, 西安; pinyin, Xī'ānⓘ) es la capital de la provincia de Shaanxi en la República Popular China.
Cuenta con más de 12 millones de habitantes según el censo de 2020.
Es mundialmente famosa porque en sus proximidades se encontraron los guerreros de terracota del emperador Qin Shi Huang, y por ser el extremo oriental de la Ruta de la Seda.

## División administrativa
La ciudad subprovincial de Xi'an se divide en 9 distritos y 4 condados:
- Distrito Xīnchéng (新城区)
- Distrito Bēilín (碑林区)
- Distrito Liánhú (莲湖区)
- Distrito Yàntǎ (雁塔区)
- Distrito Bàqiáo (灞桥区)
- Distrito Wèiyāng (未央区)
- Distrito Yánliáng (阎良区)
- Distrito Líntóng (临潼区)
- Distrito Chángān (长安区)
- Condado Gāolíng (高陵县)
- Condado Lántián (蓝田县)
- Condado Zhōuzhì (周至县)
- Condado Huyi (户县)

## Toponimia
El nombre de la ciudad 西安 significa "Paz Occidental". Durante la dinastía Zhou , el área fue llamada Fenghao, que eran en conjunto la antiguas ciudades de Feng y Hao, luego su nombre se cambió a Chang'an que significa "paz perpetua", durante la dinastía Han. En el año 581 fue llamada Daxing (大兴) durante la dinastía Sui y de nuevo a Chang'an en la dinastía Tang. Durante la dinastía Yuan, la ciudad fue llamada Fengyuan (奉元), luego Anxi (安西) y más tarde Jingzhao (京兆). Finalmente se convirtió en Xi'an en el año 1369 en la época de la dinastía Ming. Este nombre se mantuvo hasta 1928, luego en 1930 pasó a llamarse Xijing (西京), literalmente "La capital de occidente". El nombre de la ciudad volvió a Xi'an como en la época Ming en el año de 1943.

## Historia
Restos arqueológicos encontrados en la zona demuestran que la región en la que se encuentra Xi'an estuvo habitada hace más de medio millón de años.[cita requerida]
En 1953 se descubrió un poblado neolítico de 6.500 años de antigüedad, Banpo, en las afueras del este de la ciudad propiamente dicha, que contiene los restos de varios asentamientos neolíticos bien organizados y datados en carbono hace 5.600-6.700 años. El yacimiento alberga ahora el Museo Xi'an Banpo, construido en 1957 para conservar la colección arqueológica.
La ciudad actual fue reconstruida durante la época Ming en el lugar de la antigua Chang'an, capital de las dinastías Sui y Tang. 
Chang'an, en un emplazamiento ligeramente distinto, había sido capital de otras muchas dinastías anteriores, desde que Liu Bang, fundador de la dinastía Han, estableció allí la nueva capital del imperio en 202 a. C. La ciudad fue devastada al final de la dinastía Tang, en 904. Los residentes fueron forzados a trasladarse a la nueva capital en Luoyang.
Durante la dinastía Ming, una nueva ciudad fue construida en 1370 que sigue intacta hasta ahora. La muralla mide 11.9 km en circunferencia, y protegía una ciudad de 12 km2.
En 1936 tuvo lugar el incidente de Xi'an, que llevaría a la alianza entre los nacionalistas y los comunistas contra la invasión japonesa. Tras años de batallas y bombardeos japoneses, la ciudad fue atrapada por el Ejército Popular de Liberación el 20 de mayo de 1949.
Desde el descubrimiento de los guerreros de terracota en 1974, Xi'an se ha convertido en uno de los principales destinos turísticos de China.

## Demografía
Al terminar el año 2020, la población del área de Xi'an era de 12 millones. El distrito más poblado era YanTa Qu, con 1.08 millones de habitantes. La inmensa mayoría de los habitantes de Xi'an son de la etnia Han, que representa el 99.1% del total de la población. Hay 81.500 habitantes de minorías étnicas habitando en Xi'an, incluyendo 50.000 musulmanes de la etnia Hui que están concentrados en un barrio propio, donde se encuentra también la Gran mezquita de Xi'an, construida en el año 1360.

## Geografía
La ciudad de Xi'an está en una llanura fértil, creada por la confluencia de ocho ríos y arroyos. Algunos de estos ríos están tan contaminados que no pueden utilizarse como agua potable. Xi'an, ocupa un área de 16 808 km², limita al sur con las montañas Qinling y al norte con el río Wei.

## Clima
Xi'an cuenta con un clima templado, influenciado por el monzón de Asia oriental. El valle del río Wei se caracteriza por veranos calurosos y húmedos e inviernos fríos y secos. Xi'an recibe la mayor parte de sus precipitaciones anuales entre agosto y finales de octubre en forma de lluvia. La nieve cae de vez en cuando en invierno, pero rara vez por mucho tiempo. Las tormentas de polvo ocurren a menudo durante marzo y abril. Los meses de verano también experimentan frecuentes tormentas, pero cortas. 
Su temperatura media es de 14 °C, las más extremas van de -20 °C a 43 °C.
| Parámetros climáticos promedio de Xi'an                                   | Parámetros climáticos promedio de Xi'an | Parámetros climáticos promedio de Xi'an | Parámetros climáticos promedio de Xi'an | Parámetros climáticos promedio de Xi'an | Parámetros climáticos promedio de Xi'an | Parámetros climáticos promedio de Xi'an | Parámetros climáticos promedio de Xi'an | Parámetros climáticos promedio de Xi'an | Parámetros climáticos promedio de Xi'an | Parámetros climáticos promedio de Xi'an | Parámetros climáticos promedio de Xi'an | Parámetros climáticos promedio de Xi'an | Parámetros climáticos promedio de Xi'an |
| Mes                                                                       | Ene.                                    | Feb.                                    | Mar.                                    | Abr.                                    | May.                                    | Jun.                                    | Jul.                                    | Ago.                                    | Sep.                                    | Oct.                                    | Nov.                                    | Dic.                                    | Anual                                   |
| ------------------------------------------------------------------------- | --------------------------------------- | --------------------------------------- | --------------------------------------- | --------------------------------------- | --------------------------------------- | --------------------------------------- | --------------------------------------- | --------------------------------------- | --------------------------------------- | --------------------------------------- | --------------------------------------- | --------------------------------------- | --------------------------------------- |
| Temp. máx. abs. (°C)                                                      | 17.0                                    | 24.1                                    | 31.3                                    | 34.9                                    | 38.6                                    | 41.8                                    | 41.0                                    | 40.0                                    | 38.5                                    | 34.1                                    | 24.5                                    | 21.6                                    | 41.8                                    |
| Temp. máx. media (°C)                                                     | 5.1                                     | 8.9                                     | 14.4                                    | 21.5                                    | 26.6                                    | 31.4                                    | 32.4                                    | 30.3                                    | 25.6                                    | 19.3                                    | 12.4                                    | 6.3                                     | 19.5                                    |
| Temp. media (°C)                                                          | 0.3                                     | 3.6                                     | 8.7                                     | 15.4                                    | 20.5                                    | 25.3                                    | 27.0                                    | 25.1                                    | 20.3                                    | 14.1                                    | 7.2                                     | 1.5                                     | 14.1                                    |
| Temp. mín. media (°C)                                                     | −3.3                                    | −0.4                                    | 4.1                                     | 10.3                                    | 15.1                                    | 19.9                                    | 22.3                                    | 21.0                                    | 16.5                                    | 10.2                                    | 3.2                                     | −2.2                                    | 9.7                                     |
| Temp. mín. abs. (°C)                                                      | −20.6                                   | −18.7                                   | −7.6                                    | −4.0                                    | 3.5                                     | 9.2                                     | 15.1                                    | 12.1                                    | 4.8                                     | −1.9                                    | −16.8                                   | −19.3                                   | −20.6                                   |
| Precipitación total (mm)                                                  | 6.7                                     | 9.8                                     | 27.1                                    | 37.5                                    | 54.9                                    | 64.5                                    | 97.5                                    | 78.6                                    | 94.1                                    | 61.7                                    | 21.5                                    | 7.3                                     | 561.2                                   |
| Días de precipitaciones (≥ 0.1 mm)                                        | 3.4                                     | 4.0                                     | 6.4                                     | 7.8                                     | 8.2                                     | 8.8                                     | 9.9                                     | 10.0                                    | 11.6                                    | 9.9                                     | 5.5                                     | 3.6                                     | 89.1                                    |
| Horas de sol                                                              | 88.4                                    | 96.1                                    | 116.6                                   | 142.8                                   | 169.5                                   | 179.7                                   | 181.1                                   | 168.1                                   | 121.0                                   | 98.9                                    | 92.4                                    | 81.0                                    | 1535.6                                  |
| Humedad relativa (%)                                                      | 65                                      | 62                                      | 64                                      | 64                                      | 65                                      | 61                                      | 68                                      | 75                                      | 77                                      | 76                                      | 73                                      | 68                                      | 68.2                                    |
| Fuente: China Meteorological Administration, all-time extreme temperature |                                         |                                         |                                         |                                         |                                         |                                         |                                         |                                         |                                         |                                         |                                         |                                         |                                         |

## Transporte
- Metro de Xi'an
- Estación de ferrocarril de Xi'an

## Atracciones de interés turístico
Junto a los famosos guerreros de terracota existen otros lugares importantes de interés turístico y cultural:
- Muralla de la ciudad
- Estela cristiana nestoriana debida a Alopen
- Gran pagoda del ganso salvaje

## Educación
Xi'an es una ciudad estudiantil con 73 universidades y colegios (54 universidades y colegios universitarios, 19 colegios vocacionales).

### Educación pública
- Universidad de Xi'an Jiaotong

### Educación privada
- Universidad Internacional de Xi'an

## Economía

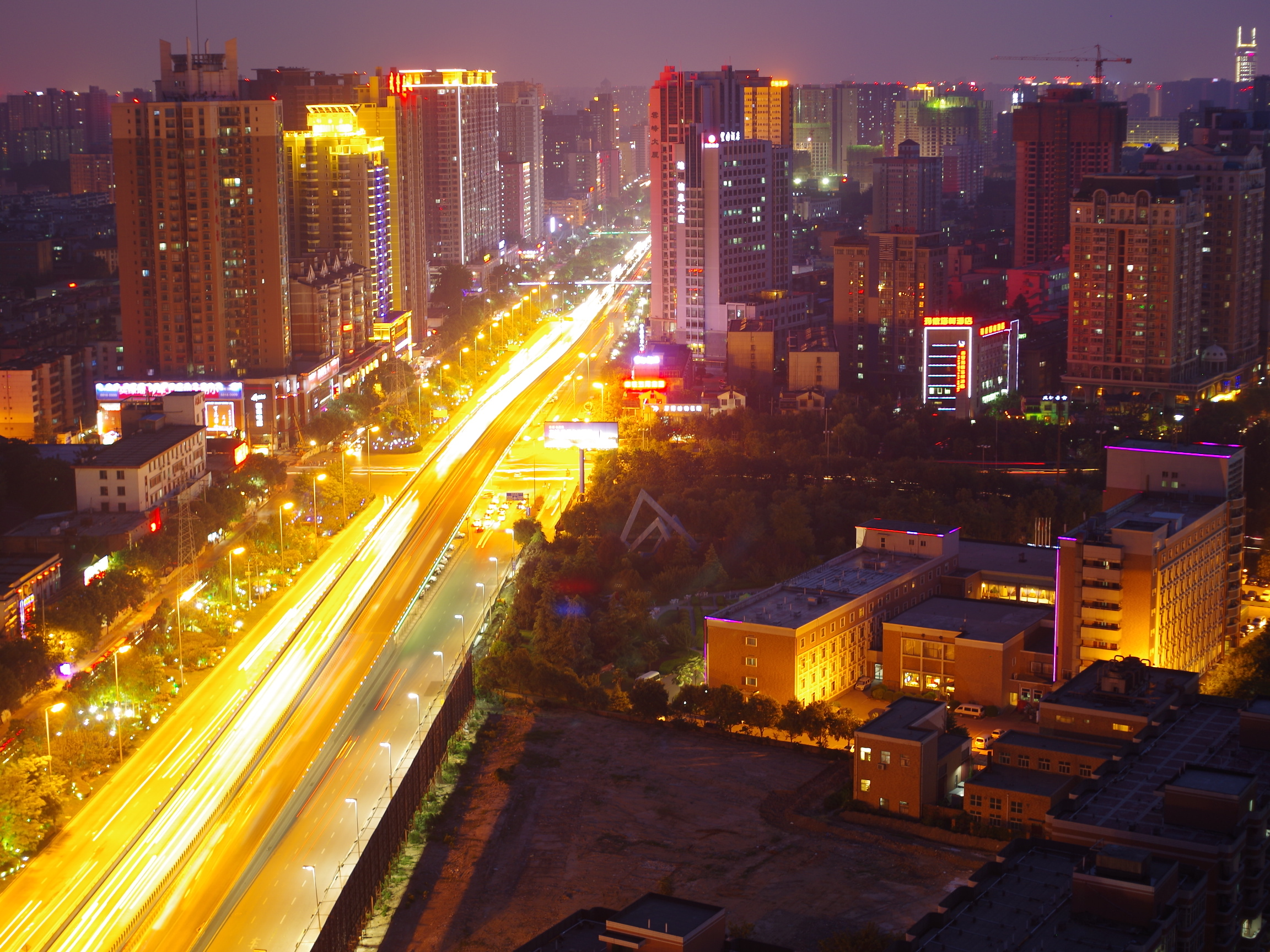
Segunda carretera de circunvalación de Xi'an

En el marco de la política de desarrollo del oeste de China, Xi'an se convirtió en un objetivo principal de atención acelerada. De 1997 a 2006, el valor de la producción industrial de la industria de servicios de Xi'an aumentó a una tasa media anual del 13 por ciento, en comparación con las industrias de servicios tradicionales del 0,74 por ciento, lo que representa un crecimiento de 8.113 millones de dólares a 25.850 millones de dólares. Xi'an es la mayor economía de la provincia de Shaanxi, con un PIB de 324.100 millones de yuanes en 2010. Este valor aumenta una media del 14,5% anual, y representa aproximadamente el 41,8% del PIB total de Shaanxi. Al menos cincuenta y ocho países han establecido más de 2.560 empresas en Xi'an, entre ellas diecinueve de las que figuran en la lista Fortune 500. Entre ellas se encuentran ABB, Mitsubishi, Panasonic, Toshiba, Fujitsu, Coca-Cola Company y Boeing.
En 2020, Xi'an fue clasificada como ciudad Beta (de segundo nivel mundial) por la Red de Investigación sobre Globalización y Ciudades del Mundo. Xi'an es también uno de los 100 principales centros financieros del mundo, según el Índice de Centros Financieros Globales.
Entre las industrias más importantes se encuentran la fabricación de equipos, el turismo y la subcontratación de servicios. La industria manufacturera tuvo una producción anual de 36.500 millones de RMB, lo que supuso el 44,5% del total de la ciudad. Además, al ser una de las cuatro capitales antiguas de China, los numerosos lugares culturales de Xi'an, como los Guerreros de terracota, la Muralla de la ciudad de Xi'an y el Templo Famen, hacen que el turismo sea también una industria importante. En 2010, 52 millones de turistas nacionales visitaron Xi'an, obteniendo unos ingresos totales de 40.520 millones de RMB. Por término medio, los ingresos aumentan un 36,4% al año, y los ingresos de divisas (530 millones en 2009) aumentan en torno al 35,8%.
Xi'an es también una de las primeras ciudades de externalización de servicios de China, con más de 800 empresas en el sector. El valor de la producción de la ciudad en este sector superó los 23.000 millones de RMB en 2008. El empleo en el sector se duplicó de 1997 a 2006, partiendo de una base de 60.000, y la consultoría informática también se duplicó, pasando de 16.000 a 32.000. Como resultado de la importancia de la industria de la subcontratación de software, la ciudad planificó la construcción de una Nueva Ciudad del Software, finalizada en 2019 con una inversión de 30.000 millones de RMB. Otros bienes de exportación importantes son los equipos de iluminación y las piezas de automóviles, mientras que sus principales bienes de importación son los productos mecánicos y eléctricos. A nivel internacional, el mayor socio comercial de Xi'an es Estados Unidos.

## Curiosidades
- En el videojuego Tomb Raider 2, Lara Croft se dedica a buscar "la daga de xian" en un templo cercano a la ciudad de Xi'an

## Galería

Xi'an
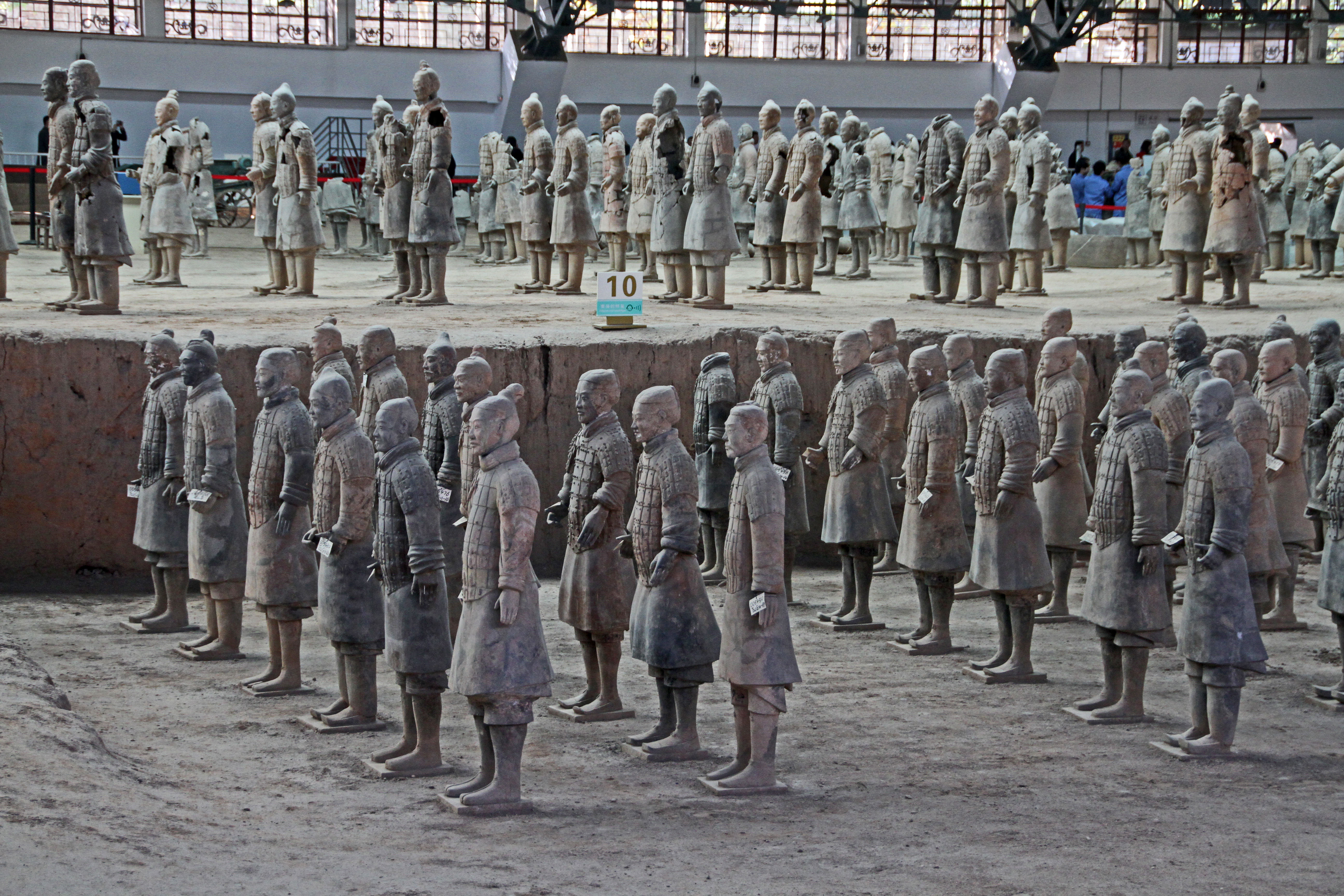
Guerreros de terracota
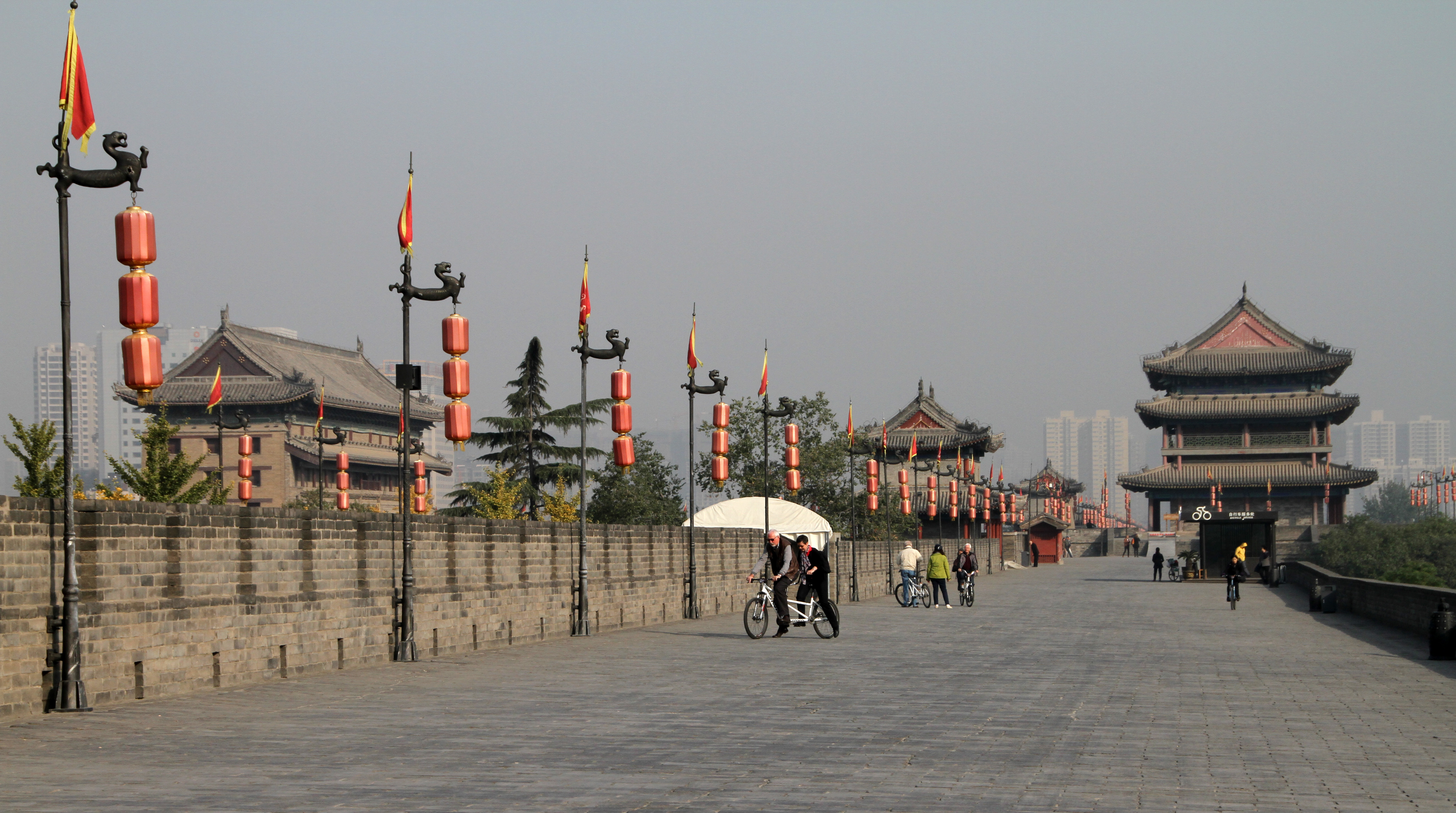
Muralla de la ciudad
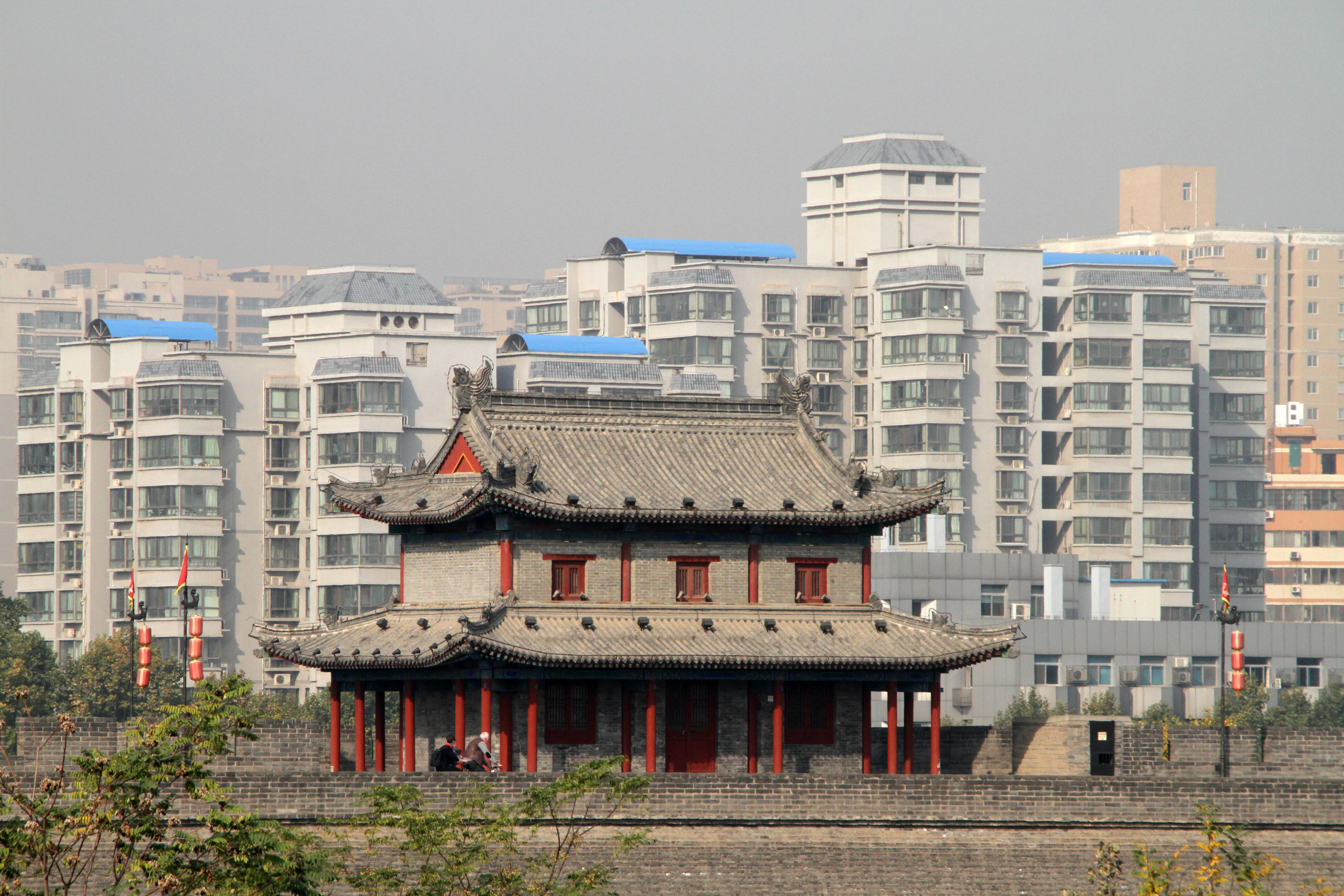
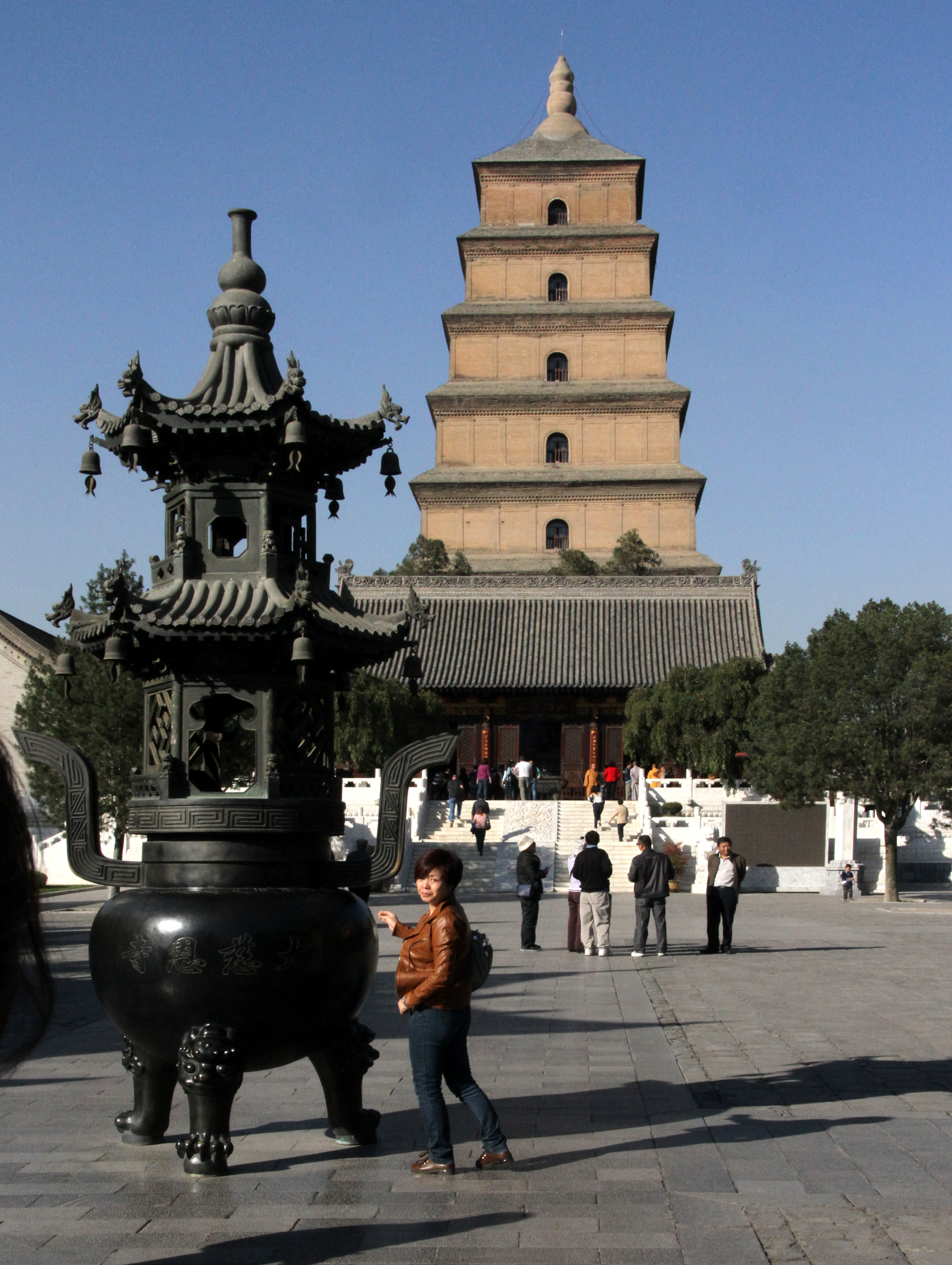
Gran pagoda del ganso salvaje
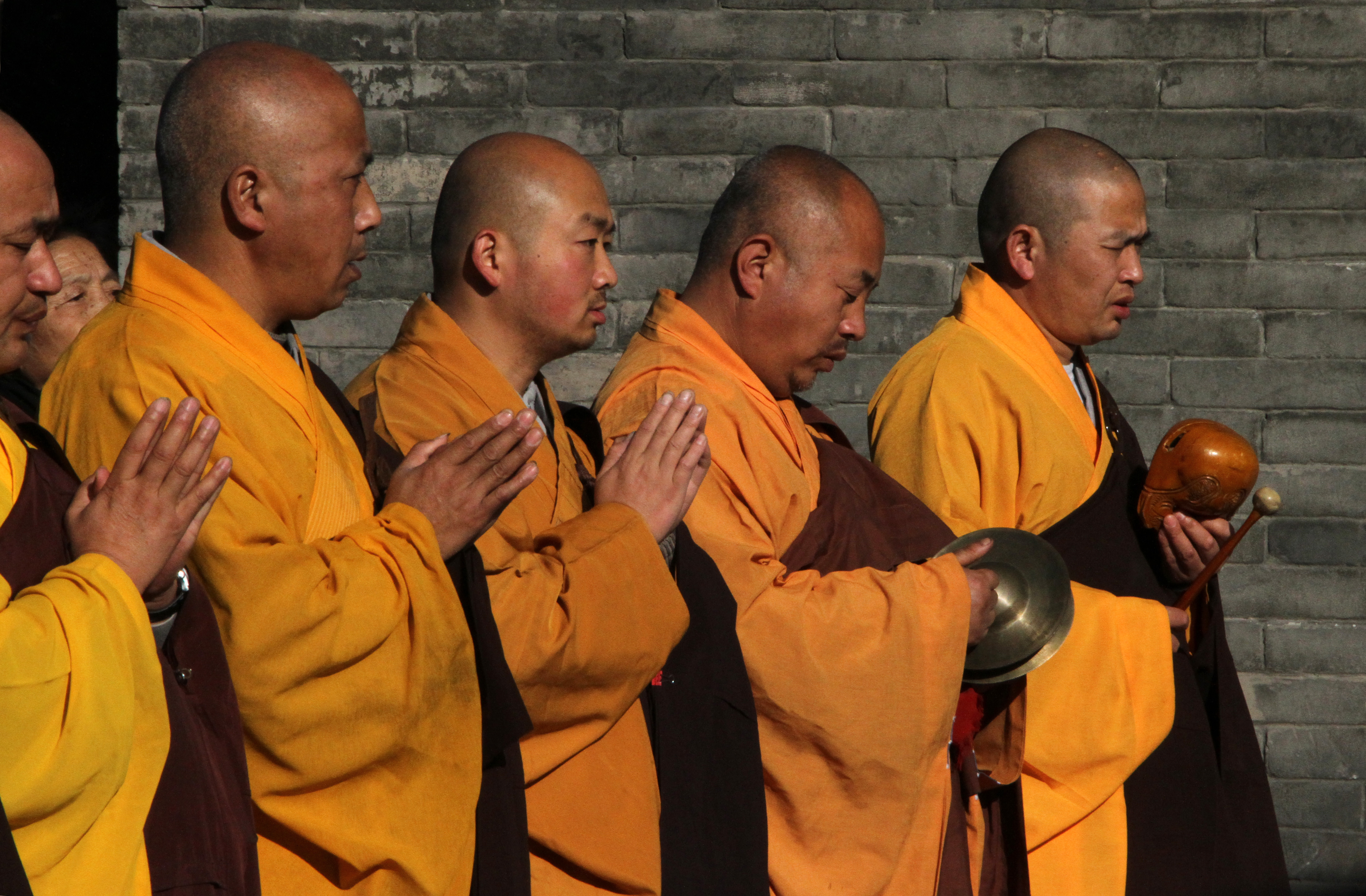
Gran pagoda del ganso salvaje
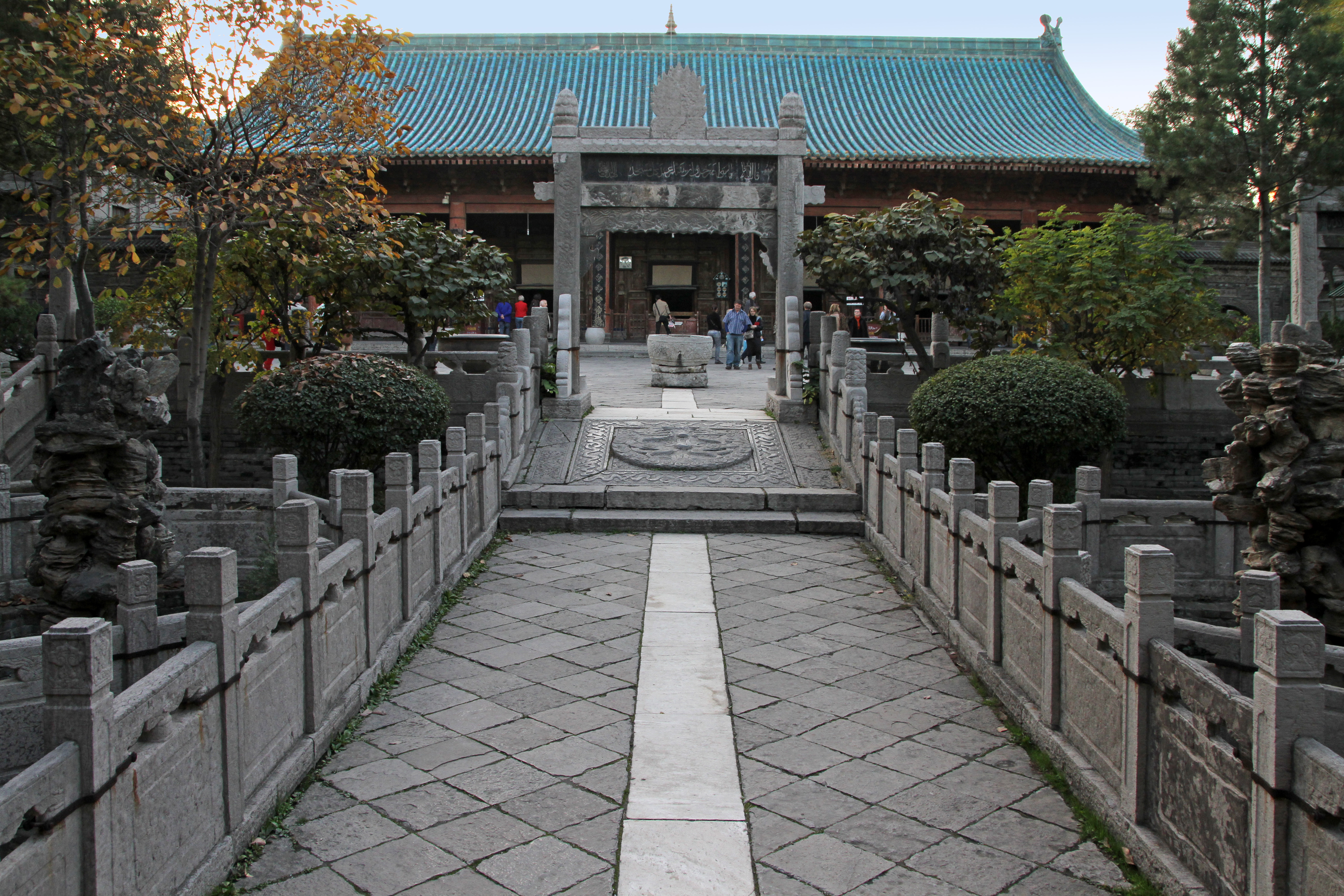
Gran mezquita
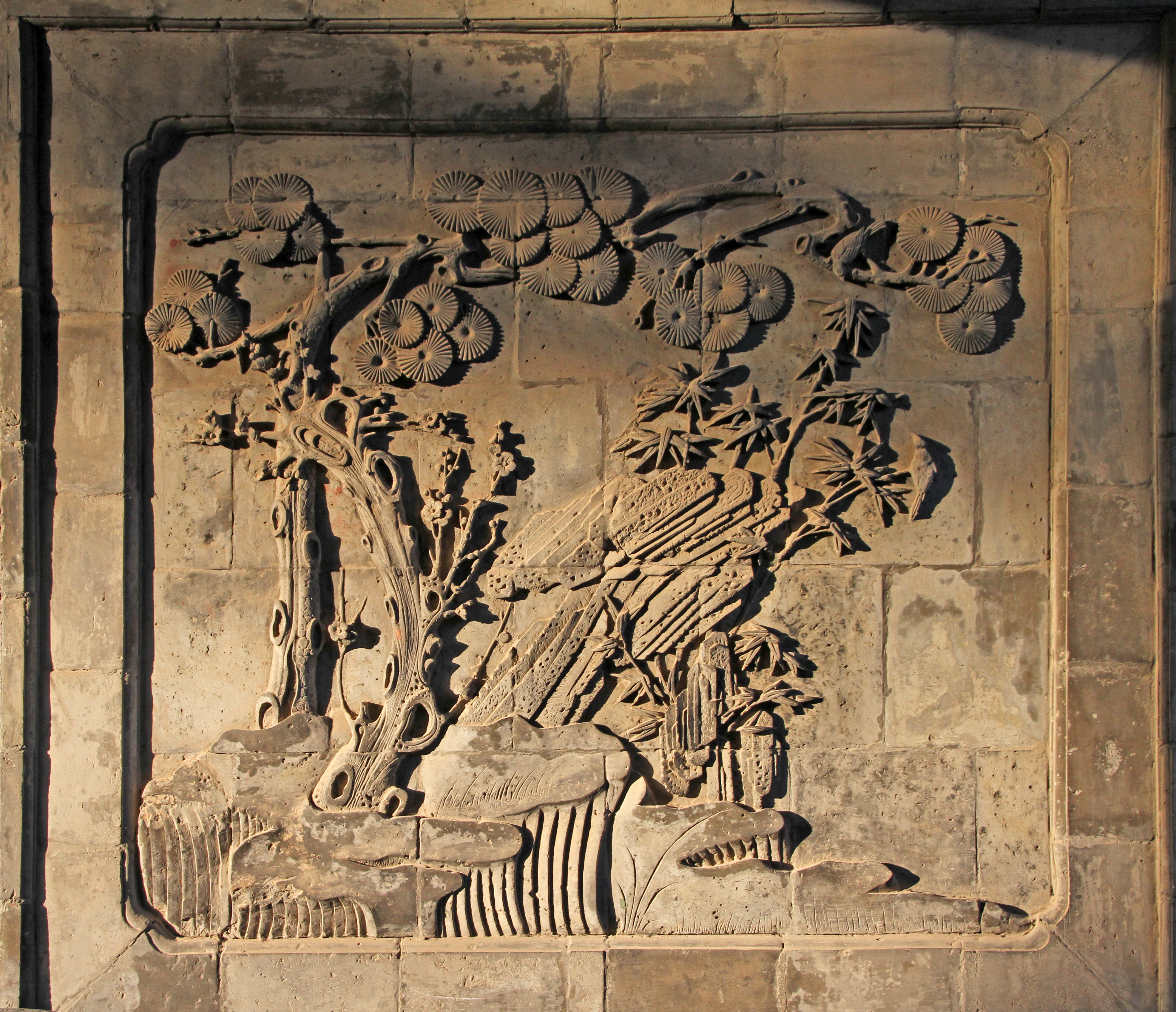
Gran mezquita
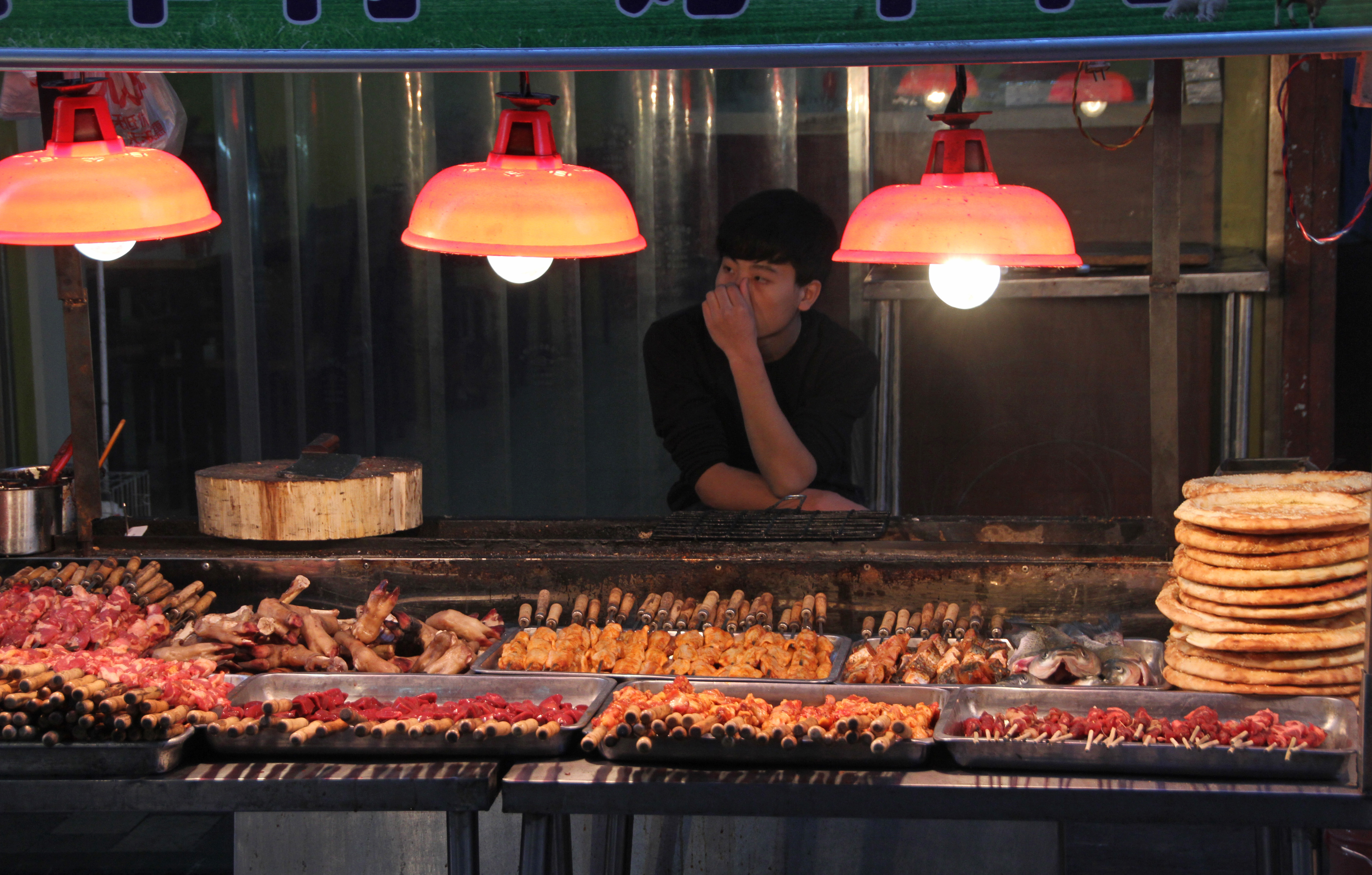
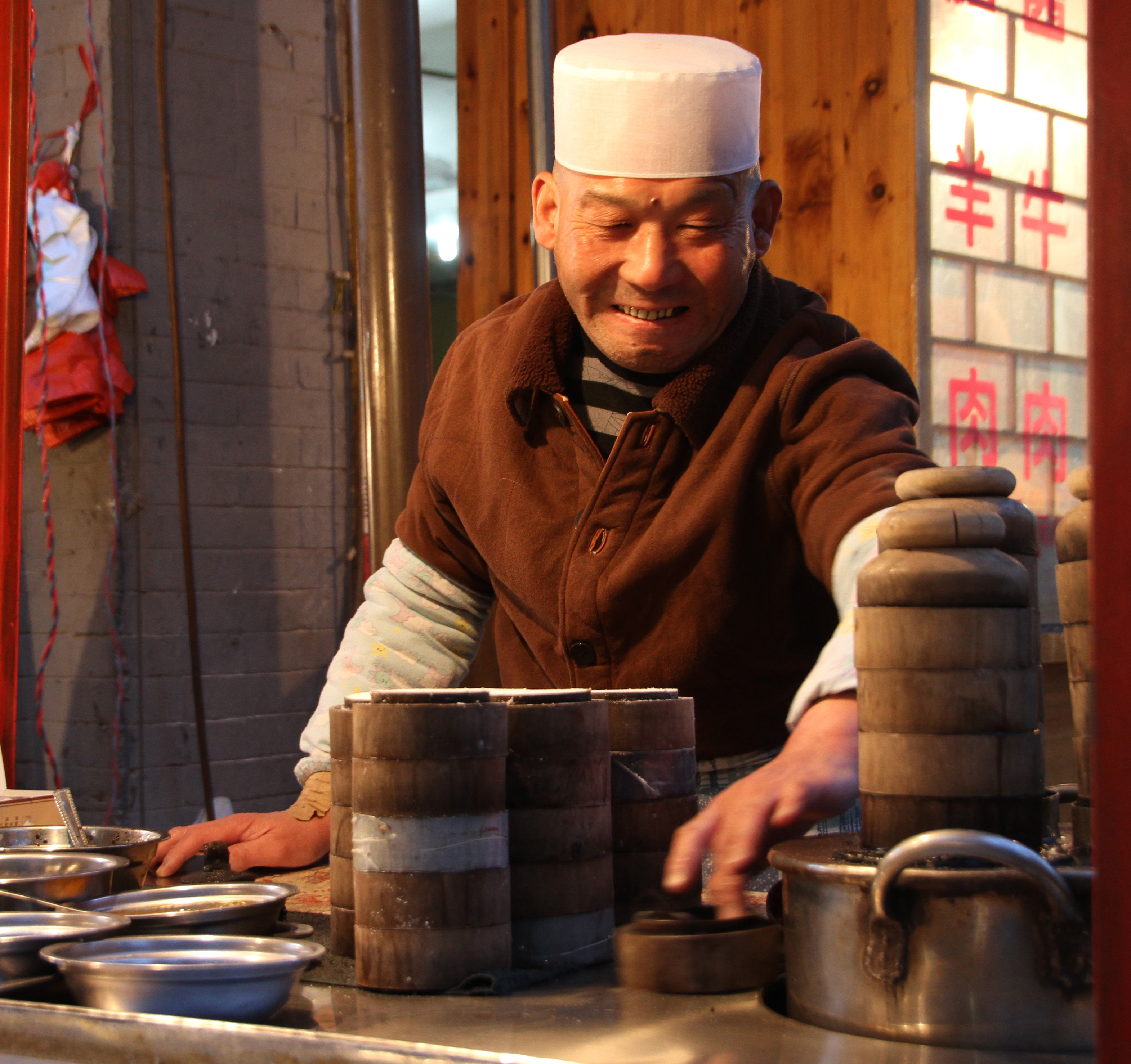

## Ciudades hermanadas
- Córdoba, Argentina. (2006)
- Cuenca, Ecuador. (2010)[18]
- Nara, Japón. (1974)
- Kioto, Japón. (1974)
- Edimburgo, Escocia, Reino Unido. (1985)
- Pau, Francia. (1986)
- Kansas City, Estados Unidos. (1989)
- Isfahán, Irán. (1989)
- Dortmund, Alemania. (1991)
- Lahore, Pakistán. (1992)
- Funabashi, Japón. (1994)
- Iași, Rumania. (1994)
- Dnipropetrovsk, Ucrania. (1995)
- Estambul, Turquía. (1996)
- Katmandú, Nepal. (1996)
- Brasilia, Brasil. (1997)
- Ciudad de Quebec, Canadá. (2001)
- Pompeya, Italia. (2007)
- Atenas, Grecia
- Birmingham, Reino Unido.
- Cusco, Perú. (1998)
- Lima, Perú. (1998)
- Ayacucho, Perú. (1998)
- San Cristóbal, Venezuela (2007)
- Kalamata, Grecia (2008)

- Valencia, España. (2016)